# Jasenovo, Banatul de Sud
Jasenovo (maghiară Karasjeszenő, germană Jasenau, română Iasenova) este o localitate în Districtul Banatul de Sud, Voivodina, Serbia.
Jasenovo este un sat în care limba română este vorbită în mod curent. Locuitorii sunt denumiți de către sârbi „vlaini” și cei mai mulți dintre ei vorbesc limba română mai bine decât limba sârbă.

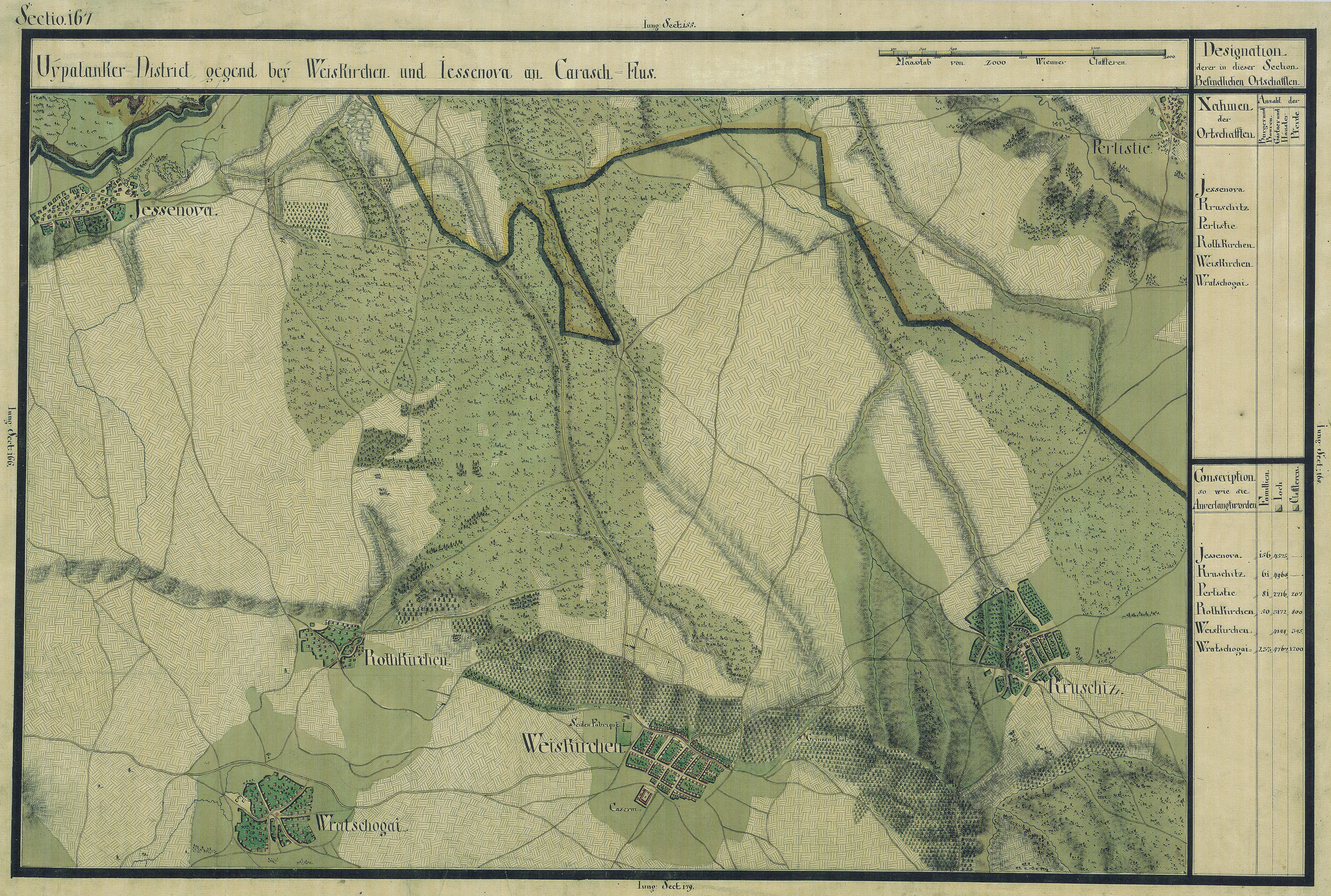
Jasenovo în Harta Iosefină a Banatului, 1769-72

1. ↑  , Republicki geodetski zavod[*] http://web.archive.org/web/20160530172604/http://www.rgz.gov.rs/upload/web/Spisak%20KO-20150521.zip, arhivat din original la 30 mai 2016 Lipsește sau este vid: |title= (ajutor)